# Issoria
Az Issoria a rovarok (Insecta) osztályának a tarkalepkefélék (Nymphalidae) családjához tartozó Heliconiinae alcsaládban az Argynnini nemzetség egyik neme, a gyöngyházlepkék parafiletikus csoportjának tagja.

## Rendszerezése
A nembe az alábbi fajok tartoznak:
- Issoria altissima
- Issoria baumanni
- Issoria eugenia
- Issoria gemmata
- Issoria hanningtoni
- közönséges gyöngyházlepke (Issoria lathonia)
- Issoria smaragdifera